# Patera

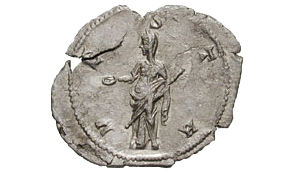
De Godin Vesta, een patera, embleem van de Epulones, uitstekend, op een Antoninianus.

Een patera is een Griekse of Romeinse drinkbeker. De patera was deel van het offergerei en daardoor een heilige kom, een heilig voorwerp. 
De patera had in de oudheid een verhoogd midden zodat wanneer het in de palm vastgehouden werd, de duim, het plengoffer op het verhoogde midden niet ontheiligt als het in de focus gegoten werd. Het was het speciale embleem van een Romeins priestercollege, de Epulones.
De aan de patera ontleende pateen, die door rooms-katholieke priesters vandaag de dag nog gebruikt wordt, laat het verhoogde midden weg.